# Парламентские выборы в Науру (1986)
Парламентские выборы в Науру были проведены 6 декабря 1986 года. Все кандидаты были независимыми, так как в Науру не было политических партий. Однако, в Парламент было избрано по 9 депутатов от двух оппозиционных групп, что привело к тупику. В результате парламент был распущен 30 декабря 1986 года и досрочные парламентские выборы были проведены в январе 1987 года. 
На выборах была впервые избрана женщина-депутат Руби Дедийя от Анетан, ставшая впоследствии министром финансов. Она сохранила своё положение и после выборов 1987 года.

## Результаты
| Партия                             | Голоса | %   | Места |
| ---------------------------------- | ------ | --- | ----- |
| Независимые                        |        | 100 | 18    |
| Недействительных/пустых бюллетеней |        | –   | –     |
| Всего                              |        | 100 | 18    |
| Источник:IPU                       |        |     |       |